# نقحرة

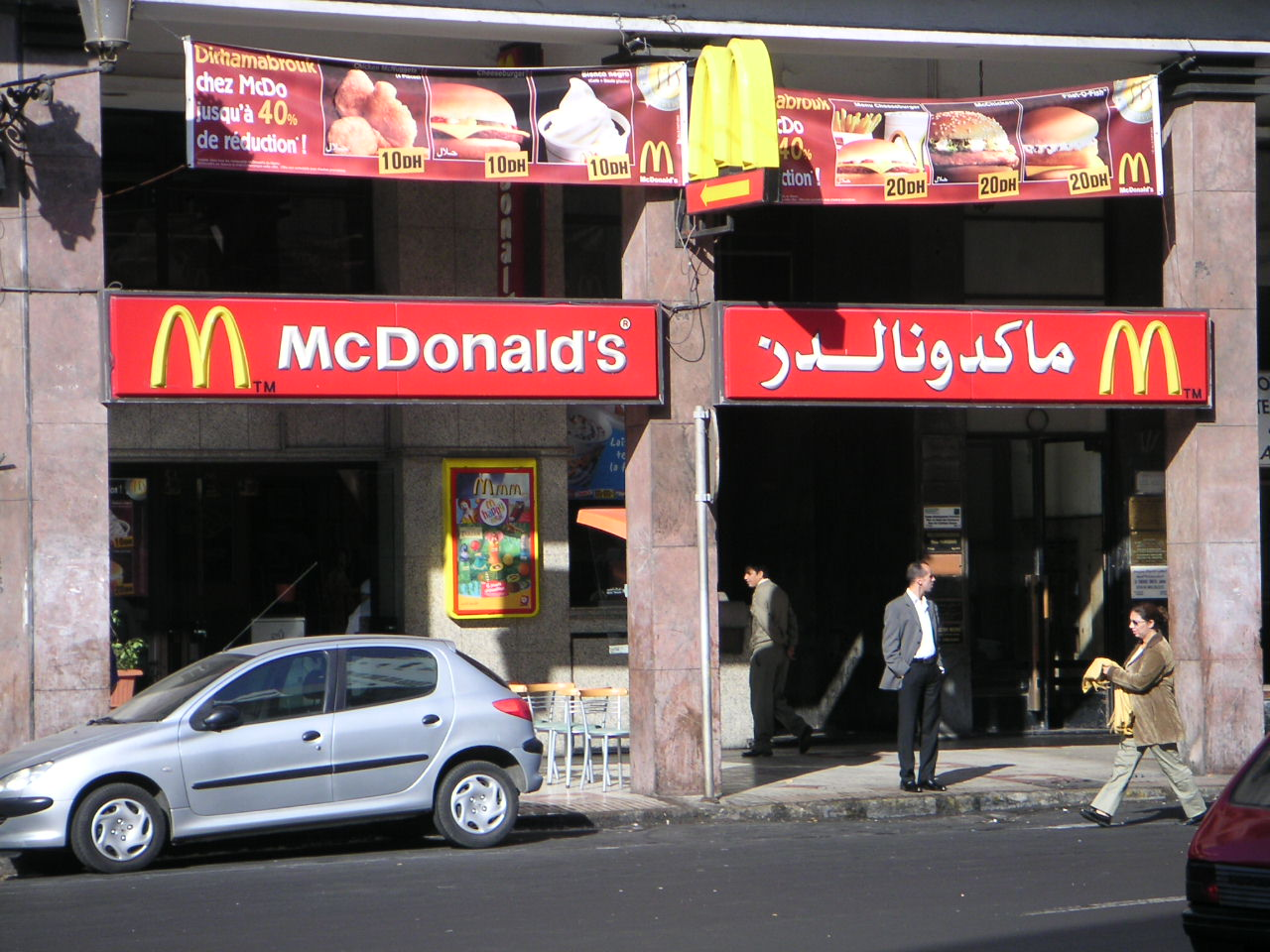
«ماكدونالدز» حَورَفة لاسم الشركة بالإنجليزية في الدار البيضاء

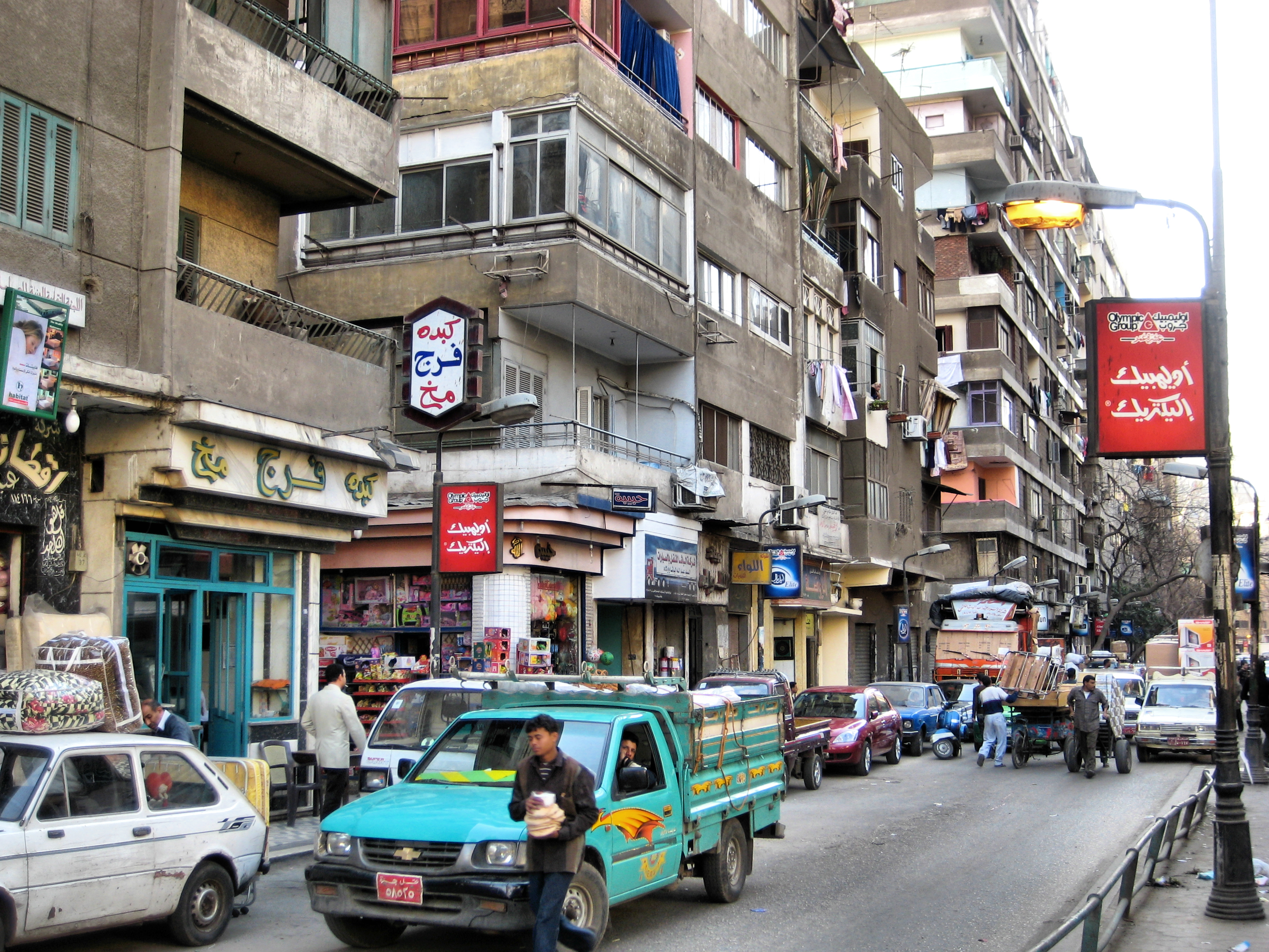
لافتات إعلانية لشركة «أولمبيك إلكتريك» وسط القاهرة

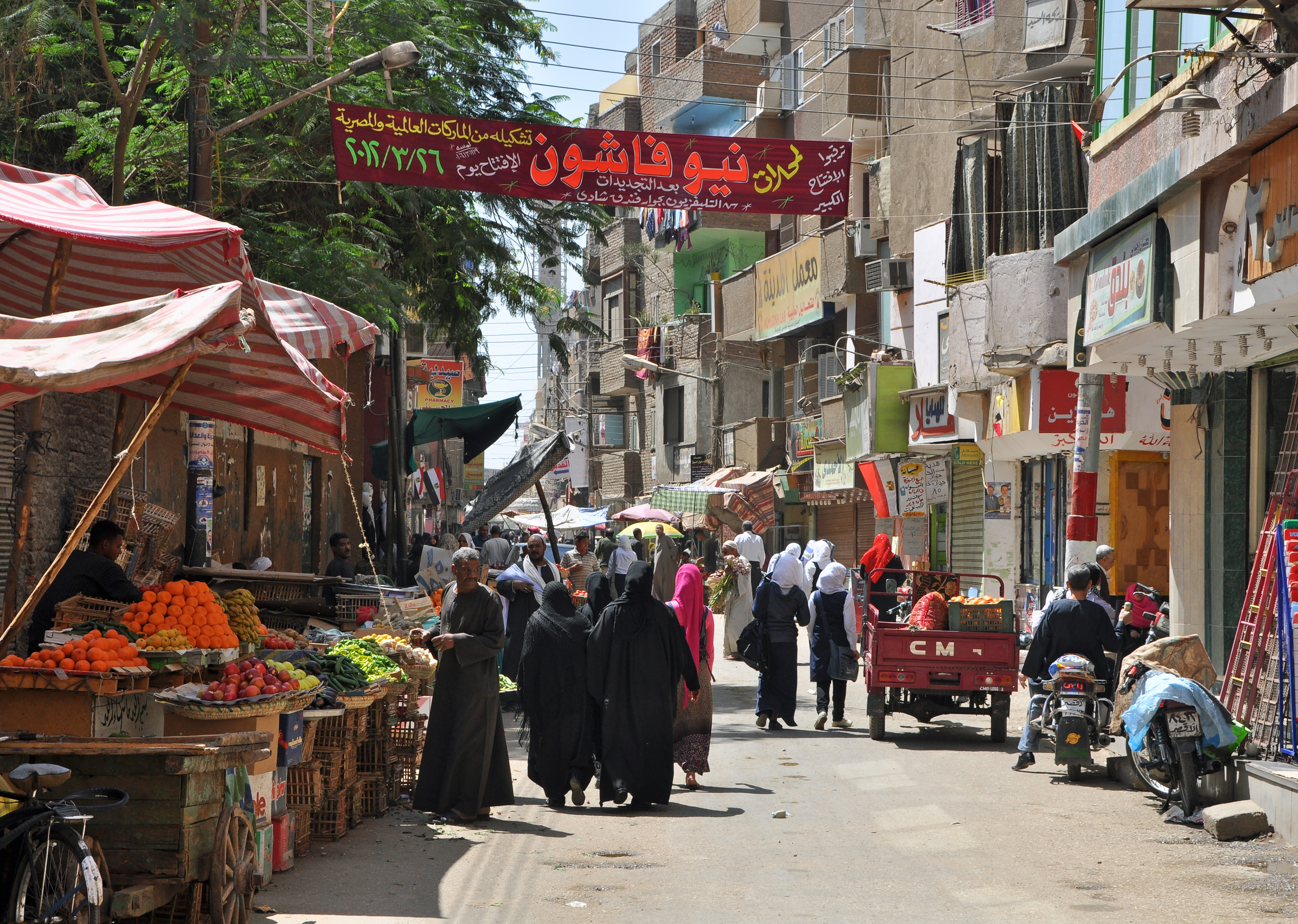
لافتة إعلانية في الأقصر مكتوب عليها «نيو فاشون» وتعني الموضة الجديدة بالإنجليزية

الحَورَفَة أو الحرفنة أو النقحرة أو النقل الحرفي(1)، كتابة لغة ما بحروف تُستعمل لكتابة لغة أخرى، أي إيقاع تقابل بين لغتين ومبادلة كل حرف بحرف وحرف واحد كلما أمكن. فهو محاولة للتوسط بين المنطوق والمكتوب. عندها يقال "نسخت الكلمة عن الكلمة"، وهو اصطلاح نحته منير البعلبكي في المورد، وأشاع استخدامه علي فهمي خشيم في معظم مؤلفاته.

## النسخ إلى العربية
تسمى عوربة وتختلف عن التعريب الذي يغير جوهر الكلمة لتتناسق مع اللغة العربية:
- نسخ الإنجليزية بالعربية.
- نسخ الفرنسية بالعربية.
- كتابة عربية صينية.
- نسخ الفرنسية بالفارسية.
- نسخ اليابانية بالفارسية.

## النسخ من العربية
- رومنة العربية.
- كرشنة العربية كتابتها بالأبجدية السريانية.
- العربية اليهودية كتبت أحياناً بالحروف العبرية.

## الهوامش
1. يجوز أن يسمى النسخ القياسي ويقابله السماعي المعروف بالنسخ اللفظي. يقال له كذلك المناقلة (علي القاسمي، مصطلحات علم المصطلح) والإحراف والتحرف (أحمد شوقي بنبين، النسخة الأصلية والنسخة الأم، لغة العرب، تحرف وترسم) والنقحرة والنقل الحرفي وربما سمي التدوين. كلها من ترجمة اقتراضية للفظ translitteratio اللاتيني.

## وصلات خارجية
(بالعربية)
- حكم كتابة القرآن بغير الحروف العربية
- الاشتقاق النحتي وأثره في وضع المصطلحات (تعليق ممدوح محمد خسارة على مصطلح النقحرة)

(بالفارسية)
- چاپ تازه آخرین اثر حمید عنایت به فارسی وانگلیسی
- تبدیل حروف لاتین به عربی

(بالإنجليزية)
- تعريب Google | (يلقي) Yoolki.com
- Sepehr Mohamadi. Arabic transliteration of Hebrew Old Testament, Aramaic New Testament
- Abbas Raza Ali and Madiha Ijaz. English to Urdu Transliteration System
- Kuo, Jin-Shea; Yang, Ying-Kuei. Incorporating Pronunciation Variation into Different Strategies of Term Transliteration